# جان جلیکو (ورزشکار)
جان جلیکو (انگلیسی: John Jellico; ۱ ژانویهٔ ۱۸۵۶ – ۱ ژانویهٔ ۱۹۲۵) قایقران قایق بادبانی اهل جمهوری ایرلند بود.